# NGC 558
NGC 558 (również PGC 5425) – galaktyka znajdująca się w gwiazdozbiorze Wieloryba. Odkrył ją Heinrich Louis d’Arrest 1 lutego 1864 roku. Większość źródeł klasyfikuje ją jako galaktykę eliptyczną, choć jej mocno wydłużony kształt świadczy o tym, że może to być galaktyka soczewkowata.